# Hail Mary (canção de 2Pac)
"Hail Mary" é um single do rapper americano Tupac Shakur de seu quinto e último álbum de estúdio The Don Killuminati: The 7 Day Theory, sob seu novo nome artístico, Makaveli. A música foi lançada após a morte de Shakur em setembro de 1996, tem participação de Kastro, Young Noble e Yaki Kadafi membros do grupo Outlawz, e também de Prince Ital Joe. Um vídeo clipe foi filmado para a música e pode ser encontrado no DualDisc de The Don Killuminati: The 7 Day Theory. É um dos singles mais famosos de Shakur. O single atingiu as posições #12 nas paradas de R&B e #8 nos singles de rap. A música capta Makaveli zonando a violência e negatividade em torno dele, orando a Deus e fazendo referências bíblicas. "Hail Mary" apareceu no álbum póstumo de Shakur Greatest Hits em 1998.

## Na cultura popular
Em 2000, no Up in Smoke Tour, os rappers Dr. Dre & Snoop Dogg, tocaram "Hail Mary" em homenagem a Shakur.
Em 15 de abril de 2012, a canção foi performada pelo Holograma de 2Pac ao vivo ao lado de Dr. Dre e Snoop Dogg no Festival de Coachella. Isso fez com que as vendas do álbum póstumo 2Pac's Greatest Hits disparaçem 571%, de acordo com a Billboard, voltando à lista de 200 mais vendidos pela primeira vez desde o ano 2000.
A música foi tocada no filme Baby Boy, no qual o próprio Shakur deveria ser o protagonista. O filme foi lançado em 2001 por John Singleton, mas porque Shakur não estava mais vivo Singleton o substituiu por Tyrese Gibson. A música foi tocada quando Jody, o protagonista, teve um sonho sendo preso, com sua namorada e filho visitando ele na prisão. Enquanto a música está sendo tocada a imagem de 2Pac aparece no quarto de Jody.
No filme Straight Outta Compton de 2015, mostra Shakur gravando a música em uma cena que ocorre em 1993, três anos antes do seu lançamento.
"Hail Mary" também foi tocada no filme biográfico de Shakur, All Eyez on Me de 2017, com 2Pac performando na House Of Blues em julho de 1996.

## Posições nas paradas semanais
| Parada musical (1997)     | Melhor posição |
| ------------------------- | -------------- |
| UK Singles Chart          | 43             |
| Billboard Hot Rap Singles | 8              |
| Billboard Hot R&B Singles | 12             |